# Стержантов, Александр Линович
Алекса́ндр Линович Стержантов (р. 15.02.1957) — советский и российский военнослужащий, полковник, Герой Российской Федерации (25.09.1999).

## Биография
В 1974 году окончил среднюю школу в Ульяновске. Окончил Ульяновское гвардейское высшее танковое командное училище, служил в Советской армии командиром танкового взвода, командиром разведроты, начальником разведки танкового полка. Службу проходил в Среднеазиатском военном округе, Группе Советских войск в Германии, Краснознаменном Прибалтийском военном округе, принимал участие в ликвидации последствий аварии на Чернобыльской АЭС, в войне в Афганистане.
С 1989 года служил во Внутренних войсках. Выполнял задачи в Нагорном Карабахе и Северной Осетии. С 1992 года занимал должность начальника разведки 22-й отдельной бригады оперативного назначения ВВ МВД. Принимал участие в первой чеченской войне, участник сражений за Грозный, Аргун. Весной 1995 года был ранен, по излечении вернулся в часть.

## Подвиг
В ходе второй чеченской войны в 29 августа 1999 года бригада получила приказ захватить хорошо укреплённый опорный пункт боевиков на горе Чабан в районе дагестанского села Чабанмахи. Разведгруппа в 80 человек под командованием Стержантова на двух грузовиках, прикинувшись местными жителями скрытно проникла в село, внезапным ударом уничтожила охрану телеретранслятора сепаратистов, захватив грузовик и зенитную установку, и заняла круговую оборону на вершине горы. Предполагалось, что на помощь подойдут основные силы федеральных войск, однако они были остановлены на подступах к селу: в ходе планирования операции были неверно были определены силы боевиков и вероятность их упорного сопротивления. Погодные условия не позволяли использовать авиацию и вертолёты. Было принято решение о переносе даты начала основной части спецоперации. Боевики, перехватив радиопереговоры и более не опасаясь удара основных федеральных сил, атаковали разведчиков используя миномёты и гранатомёты.
Бой длился более 4 часов. Боевики в несколько раз превосходили по численности отряд разведчиков. Пятеро военнослужащих погибло, многие были ранены, в том числе командиры взводов, один в голову, второй в живот. Александр Стержантов грамотно организовал оборону, несмотря на отсутствие поддержки, умело распределил бойцов по горе для прикрытия наиболее опасных участков. В сочетании с умелым командование Александр Линович демонстрировал примеры отваги и мужества. Умело используя рельеф местности Стержантов и трое его солдат обошли противника, вышли ему во фланг, и открыв огонь сорвали очередную атаку, после чего без потерь отошли на позиции. После чего Стержантов вызвал огонь артиллерии по позициям боевиков, угрожавших его левому флангу, и умело корректировал его, что позволило продержаться ещё некоторое время.
На выручку разведгруппе подошла группа спецназа из отряда «Русь», которой командовал боевой товарищ Стержантова. Спецназовцы пробились на высоту, прорвав позиции боевиков ударом с тыла. Однако дальнейшая оборона горы в условиях численного превосходства противника и дефицита боеприпасов была нецелесообразной, и Стержантов организовал выход из окружения. Были эвакуированы все раненые, из которых 15 человек получили тяжёлые ранения, и вынесены тела погибших. Сам Александр Линович прикрывал отход, пока все его бойцы не оказались в безопасности. Как потом стало известно, в ходе сражения боевики потеряли убитыми и ранеными 67 человек.
За эту операцию подполковнику Александру Линовичу Стержантову было присвоено звание Героя Российской Федерации.
Указом Президента Российской Федерации № 1260 от 25 сентября 1999 года полковнику Стержантову Александру Линовичу присвоено звание Героя Российской Федерации. Кроме него за этот бой звания Героя были удостоены ещё три человека, в том числе майор С. А. Басурманов, скончавшийся от ранения на следующий день, рядовой А. В. Каляпин, закрывший собой гранату и тем спасший сослуживцев и командира, и рядовой Д. А. Перминов, выбросивший попавшую в окоп с семью бойцами гранату. Также был награждён Золотой медалью Героя и начальник разведки 8-го отряда специального назначения ВВ МВД «Русь», пришедшего на выручку, С. Г. Юшков.
Продолжал службу во внутренних войсках. После выхода в отставку проживал в Ульяновске, затем переехал в Тольятти, где является председателем городского отделения ветеранов спецподразделений.

## Награды
- Герой Российской Федерации (25.09.1999) — «За мужество и героизм, проявленные в ходе контртеррористической операции в Северо-Кавказском регионе»;
- Орден Мужества;
- Орден «За военные заслуги»;
- Медаль «За боевые заслуги».

## Память
В 2008 году на здании школы № 34 в Ульяновске, которую окончил Александр Стержантов, была открыта мемориальная доска в его честь.